# Војска Северне Кореје
Корејска народна армија је институција Радничке партије Кореје и оружана сила Демократске Народне Републике Кореје.

## Могућности
Након Корејског рата, Северна Кореја је задржала снажну, али мању војну силу од оне у Јужној Кореји. 1967. године снаге КНА од око 345.000 су биле много мање од јужнокорејских копнених снага од око 585.000. Релативна изолација и економска ситуација Северне Кореје, почевши од осамдесетих година, сада је пренијела равнотежу војне моћи у руке боље опремљене јужнокорејске војске. Као одговор на ову тешкоћу, Северна Кореја се ослања на асиметричне технике ратовања и неконвенционално оружје како би постигла паритет против високотехнолошких непријатељских снага. Извештава се да је Северна Кореја развила широк спектар технологија у том правцу, као што је невидљива боја за прикривање земаљских циљева, патуљаста подморница и људска торпеда, заслепљујуће ласерско оружје, и вероватно има хемијско оружје. Корејска народна војска управља ласерским системима ЗМ-87, који су забрањени у складу са Протоколом Уједињених нација о блиставом ласерском оружју.
Од 1980-их, Северна Кореја такође активно развија сопствене могућности за сајбер ратовање. Од 2014. године тајни биро 121 елитна јединица Севернокорејског сајбер рата, обухвата приближно 1.800 високо обучених хакера. У децембру 2014. године, Биро је оптужен за хаковање Сони-а и претње, што је довело до отказивања интервјуа, комедије засноване на убиству Ким Џонг Уна. Корејска народна армија је такође остварила напредак у електронском ратовању развијајући ГПС ометаче. Тренутни модели укључују прекидаче монтиране на возилу са дометом од 50 km (31 mi)-100 km (62 mi). Развијају се ометачи са дометом већим од 100 км, заједно са електромагнетним пулсним бомбама. Корејска народна армија је такође покушала да заглави јужнокорејске војне сателите. Северна Кореја нема сателите који би могли да добију сателитске снимке корисне у војне сврхе и чини се да користе слике са страних комерцијалних платформи.
Упркос општем несташицама горива и муниције за обуку, процењује се да су ратне стратешке резерве хране за војску довољне да нахране редовне трупе за 500 дана, док су гориво и муниција у износу од 1,5 милиона до 1,7 милиона тона довољни за вођење пуног рата за 100 дана.
КНА не управља носачима авиона, већ има друга средства за пројекцију снаге. Ваздухоплови Ил-76МД Корејског народног ваздухопловства пружају стратешки капацитет ваздушног саобраћаја од 6.000 војника, док капацитет морске морнарице износи 15.000 војника. Стратешке ракетне снаге управљају више од 1.000 балистичких ракета према јужнокорејским званичницима 2010. године, иако је америчко министарство одбране пријавило да је Северна Кореја имала мање од 200 ракетних бацача. Северна Кореја је стекла 12 класа Фоктрот и Голф, које класификују ракетне подморнице као отпад у 1993. Неки аналитичари сугеришу да су они или обновљени уз помоћ руских стручњака или да су њихове лансирне цеви реверзибилно направљене и уграђене на редовне подморнице или теретне бродове.
Фотографија Ким Јонг Уна која је примила информацију од својих главних генерала 29. марта 2013, показала је списак који је наводно показао да војска има најмање 40 подморница, 13 бродова за слетање, 6 миноловаца, 27 помоћних пловила и 1.852 авиона.
Корејска народна армија користи веома велику количину опреме, укључујући 4.100 тенкова, 2.100 оклопних транспортера, 8.500 теренских артиљеријских комада, 5.100 ракетних бацача, 11.000 топова противваздушне одбране и око 10.000 МАНПАДС и противтенковских вођених ракета, око 500 бродова у морнарици и 730 борбених авиона у ваздухопловству, од којих је 478 ловаца, а 180 бомбардера. Северна Кореја такође има највеће специјалне снаге на свету, као и највећу подморничку флоту. Опрема је мешавина старих возила из Другог светског рата и малог оружја, широко распрострањене технологије хладног рата и модернијих совјетских или локално произведених оружја.
Сееверна Кореја посједује широку палету артиљерије дугог домета у склоништима сееверно од корејске демилитаризоване зоне. Дугогодишњи разлог за забринутост био је да би осветнички удар на Сеул користећи овај арсенал артиљерије северно од демилитаризоване зоне довео до масовног губитка живота у Сеулу. Процене о томе колико би људи умрло у нападу на Сеул варирају. Када је Клинтонова администрација мобилисала снаге преко реактора у Ионгбиону 1994. године, пројектанти су закључили да би одмазда Северне Кореје против Сеула могла убити 40.000 људи. Друге процене предвиђају стотине хиљада или можда милионе смртних случајева ако Северна Кореја користи хемијску муницију.

## Историја
Антијапанска герилска војска Ким Ил-Сунг-а, Корејска народна револуционарна војска, основана је 25. априла 1932. године. Ова револуционарна војска је трансформисана у регуларну војску 8. фебруара 1948.
Године 1939. формирана је Корејска Добровољачка Армија (КВА) у Иан'ану у Кини. Две особе одговорне за војску биле су Ким Ту-бонг и Му Чонг. Истовремено, у близини Иан'ана основана је школа за обуку војних и политичких лидера за будућу независну Кореју. До 1945. године КВА је нарасла на отприлике 1.000 људи, углавном корејских дезертера из царске јапанске војске. Током овог периода, КВА се борио заједно са кинеским комунистичким снагама из којих је црпио своје оружје и муницију. Након пораза Јапанаца, КВА је пратио кинеске комунистичке снаге у источном Џилину, намјеравајући да добије новаке од етничких Корејана у Кини, посебно из Ианбиана, а затим уђе у Кореју. До септембра 1945. године, КВА је имала на располагању 2.500 снажних снага.
Непосредно након Другог светског рата и за време окупације дела Кореје северно од 38. паралеле Совјетског Савеза, совјетски штаб 25. војске у Пјонгјангу издао је изјаву којом се свим оружаним скупинама отпора у северном делу полуострва налаже да се распусте 12. октобра 1945. године. Две хиљаде Корејаца са претходним искуством у совјетској војсци послато је на разне локације широм земље како би организовале оружане снаге са дозволом совјетског војног штаба, а снаге су створене 21. октобра 1945.
Штаб је осетио потребу за посебном јединицом за безбедност око железнице, а формирање јединице је објављено 11. јануара 1946. године. Та јединица је активирана 15. августа исте године да надгледа постојеће снаге безбедности и стварање националних оружаних снага.
Војни институти као што су Академија у Пјонгјангу (постали су прва школа официра КПА у јануару 1949) и Централна академија за редовнике (постали су Војна академија КПА у децембру 1948) убрзо су уследили за образовање политичких и војних официра за нове оружане снаге.
Након што је војска организована и изграђени објекти за едукацију нових регрута, Војна полиција је реорганизована у генерални штаб Корејске Народне Армије. Претходно полу-званичне јединице постале су војни полицајци са дистрибуцијом совјетских униформи, беџева и оружја које су услиједиле након оснивања штаба.
Одељење државне безбедности, претеча Министарства народне одбране, основано је у оквиру Привременог народног комитета 4. фебруара 1948. године. Формално формирање Корејске народне армије објављено је четири дана касније, 8. фебруара, дан након Четврта пленарна седница Народне скупштине усвојила је план да се раздвоје улоге војске и полиције, седам месеци пре него што је влада Демократске Народне Републике Кореје проглашена 9. септембра 1948. године. За Оружане снаге народа, која је контролисала централни батаљон, две дивизије и независну мешовиту и комбиновану бригаду.
Пре избијања Корејског рата, Јосиф Стаљин је опремио КНА модерним тенковима, камионима, артиљеријом и малим оружјем (тада јужнокорејска војска није имала ништа слично ни по броју војника ни по опреми). Током почетне фазе Корејског рата 1950. године, КНА је брзо одвезла јужнокорејске снаге на југ и заробила Сеоул, само да би изгубила 70.000 њихове војске од 100.000 војника у јесен након амфибијског искрцавања САД у бици код Инцхеон-а и касније вожње до Иалу Ривер. Кина је 4. новембра отворено организовала војну интервенцију. Ким Ил-сунг је 7. децембра лишен Кине од стране КАП-а. Касније је КНА одиграла секундарну мању улогу за кинеске снаге у остатку сукоба. До времена примирја 1953. године, КНА је задобила 290.000 жртава и изгубила 90.000 људи као ратне заробљенике.
Године 1953., Војна комисија за примирје (ВКП) је била у могућности да надгледа и спроводи услове примирја. Комисија за надзор неутралних нација (КННЦ), састављена од делегација из Чехословачке, Пољске, Шведске и Швајцарске, извршила је инспекције како би осигурала спровођење услова примирја који су спречили да се појачање или ново оружје доведе у Кореју.
Совјетско размишљање на стратешкој скали замијењено је од децембра 1962. године концептом народног рата. Совјетска идеја о директном ратовању замењена је маоистичким ратом стратегије исцрпљивања. Уз механизацију неких пешадијских јединица, већи нагласак је стављен на лако наоружање, индиректни ватри високог угла, ноћне борбе и порицање мора.

## Видови војске
Копнена војска
Копнене снаге Корејске народне армије (КСКНА) је главна грана Корејске народне армије одговорне за копнене војне операције. То је де факто војска Северне Кореје.
Народна морнарица
Корејска народна морнарица је организована у две флоте које нису у могућности да подрже једна другу. Источна флота има сједиште у Т'оејо-донгу и Западној флоти у Нампху. Одређени број јединица за обуку, бродоградњу и одржавање и ваздухопловно крило подносе извештај директно команди поморске команде у Пјонгјангу. Већина бродова морнарице је додијељена Источној флоти. Због кратког домета већине бродова, није познато да су ове двије флоте икада водиле заједничке операције или заједничке бродове.
Војска ваздухопловства и противваздушне снаге Народне армије
ВВПСНА је такође одговоран за севернокорејске снаге за ваздушну одбрану употребом противваздушне артиљерије и ракета земља-ваздух (САМ). Док је већи део опреме застарео, висока засићеност вишеслојних, преклапајућих, узајамно подупирућих ваздушних одбрамбених објеката пружа велики изазов непријатељским ваздушним нападима.
Народне стратешке ракетне снаге
Корејска народна стратешка ракетна снага је главна подјела КНА која контролише нуклеарне и конвенционалне стратешке ракете ДЛРК. Углавном је опремљен ракетама од површине до површине совјетског и кинеског дизајна, као и локално развијеним пројектилима дугог домета.
Специјалне јединице (11. Снајперска Бригада)
Специјалне снаге Корејске народне армије су асиметричне снаге са укупним бројем војника од 200.000. Од рата у Кореји, она је наставила да игра улогу концентрације инфилтрације војника на територију Републике Јужне Кореје и спроводи саботаже.

## Организација
Комисија и руководство
Примарни пут за командовање и контролу КНА проширује се преко Комисије за државне послове коју је до 2011. водио њен предсједник Ким Џонг Ил, у Министарству народних оружаних снага и његовом одјељењу Главног штаба. Одатле, командни и контролни токови долазе до различитих бироа и оперативних јединица. Секундарни пут, како би се осигурала политичка контрола војног естаблишмента, протеже се преко Радничке партије Централне Војне Комисије Радничке Партије Кореје.
Од 1990. године, бројне и драматичне трансформације унутар ДНРК довеле су до тренутне командне и контролне структуре. Детаљи о већини ових промјена су свијету непознати. Оно што је мало познато указује на то да су многе промјене биле природни резултат смрти старијег руководства, укључујући Ким Ил-сунг (јул 1994), министра народних оружаних снага О Чин-у (фебруар 1995) и министра народних оружаних снага Чои Кванга. (Фебруар 1997).
Велика већина промена предузета је како би се обезбедила моћ и позиција Ким Јонг-ил. Претходно је Комисија за државна питања, од свог оснивања 1972. године (изворно Национална комисија за одбрану), била дио Централног народног одбора (ЦНО), док је Министарство народних оружаних снага, од 1982. надаље, било под директном предсједничком контролом. На осамнаестој седници Шестог централног народног одбора, одржаној 23. маја 1990, САК је успостављен као сопствена независна комисија, која се подиже на исти статус као и ЗКП (сада Кабинет Северне Кореје) и није му подређена, као то је био случај раније. Истовремено, Ким Јонг-ил је именован за првог потпредседника Комисије за државне послове. Следеће године, 24. децембра 1991, Ким Јонг-ил је именован за врховног команданта Корејске народне армије. Четири месеца касније, 20. априла 1992., Ким Џонг Ил је добио чин маршала, а његов отац је, као командант оснивача КНА, постао велики маршал, а годину дана касније постао је председник Комисија за државне послове, до сада под Врховном народном скупштином под контролом тадашњег Устава из 1992. године са изменама.
Скоро сви официри КНА започели су своје војне каријере као приватне; само мали број људи је примљен у војну академију без претходне службе. Резултат је егалитарни војни систем у којем су полицајци упознати са животом војног приватног и "војног племства", али готово да и нема.
У оквиру КНА, између децембра 1991. и децембра 1995. године, скоро 800 високих официра (од отприлике 1.200) добило је промоције и преференцијалне задатке. Три дана након што је Ким Џонг Ил постао маршал, осам генерала је именовано у чин вице-маршала. У априлу 1997. године, на 85. годишњицу рођендана Ким Ил-Сунг, Ким Јонг-ил је промовисао 127 официра генерала и адмирала. Следећег априла наредио је промоцију још 22 генерала и официра заставе. Заједно са овим променама, многи официри КАИ су постављени на утицајне позиције у оквиру Корејске радничке партије. Ове промоције се настављају и данас, истовремено са прославом рођендана Ким Ил Сунг и прославом годишњице КНА сваког априла и однедавно у јулу како би се одао почаст крају Корејског рата. Под руководством Ким Џонг Ил-а, политички официри послани из странке пратили су сваки потез свакодневног живота генерала, према аналитичарима сличним раду совјетских политичких комесара у раним и средњим годинама војног естаблишмента.
Данас КНА врши пуну контролу и Политбироа и Централне војне комисије ВПК-а, одељења Генералног политичког и Генералног штаба КАИ и Министарства народних оружаних снага, који сви имају представнике КПА са минималним чином официра. Након измјена које су направљене током 4. сједнице 13. Врховне скупштине Народне скупштине 29. јуна 2016. године, Комисија за државне послове је надгледала Министарство народних оружаних снага као дио својих системских одговорности. Сви чланови Комисије за државне послове имају статус члана (редовни или замјенски) у Политичком бироу ВПК.
Војни рок и услови услуге
Сјеверна Кореја има универзални војни обвезник за мушкарце и селективну регрутацију за жене са многим захтјевима прије и послије службе. Чланак је наведен у члану 86 Сјевернокорејског Устава: “Народна одбрана је врховна дужност и част грађана. земље и служе у оружаним снагама у складу са законом. "
Војници КНА служе три године војне службе у КАИ, која такође води сопствене фабрике, фарме и трговину оружјем.
Паравојне организације
Млади Црвени Чувари су кадетски корпус младих КНА за ученике средњег и универзитетског нивоа. Сваке суботе одржавају обавезну војну обуку у трајању од 4 сата и обављају обуку у кампусу и ван њега како би их припремили за војну службу када наврше 18 година или након дипломирања, као и за ванредне мере у миру.
У оквиру Министарства за народну безбедност и ратне контроле над Министарством народних оружаних снага и бивше Народне безбедносне снаге Кореје, Националне снаге унутрашње безбедности Кореје формирају националне жандармерије и снаге цивилне одбране КНА. КПИСФ има своје јединице у разним областима као што су цивилна одбрана, управљање саобраћајем, контрола грађанских поремећаја и локална сигурност. Има своје јединице специјалних снага. Служба дели редове КНА (са изузетком маршала), али носи различите униформе.
Буџет и комерцијални интереси
Годишњи буџет КПА износи око 6 милијарди долара. Амерички институт за науку и међународну безбедност објавио је 2009. године да Северна Кореја може да поседује фисијски материјал за око две до девет нуклеарних бојевих глава. Политика Северне Кореје Сонгун ("Војна прва") подиже КНА на примарну позицију у влади и друштво.
Према државној новинској агенцији Северне Кореје, војни издаци за 2010. годину чинили су 15,8% државног буџета. Већина анализа сектора одбране Северне Кореје, међутим, процјењују да издаци за одбрану чине између једне четвртине и једне трећине укупне државне потрошње. Од 2003. године, према Међународном институту за стратешке студије, Северни Корејски буџет за одбрану потрошио је око 25% потрошње централне владе. Средином седамдесетих и почетком осамдесетих година, према подацима које је објавила Пољска агенција за контролу наоружања и разоружање, између 32 и 38 процената расхода централне владе ишло је на одбрану.
Северна Кореја продаје ракете и војну опрему многим земљама широм свијета. У априлу 2009. године, Уједињене нације су именовале Корејску корпорацију за рударство и развој (ККРР) као примарног трговца оружјем Северне Кореје и главног извозника опреме која се односи на балистичке ракете и конвенционално оружје. Она је такође назвала Кореју Рионбонг као присталица Севернокорејске војне продаје.
Историјски, Северна Кореја је помагала огроман број револуционарних, побуњеничких и терористичких група у више од 62 земље. Кумулативно укупно више од 5.000 страних кадрова обучено је у Сјеверној Кореји, а преко 7.000 војних савјетника, првенствено из Генералног бироа за извиђање, отпремљено је у око четрдесет седам земаља. Неке од организација које су примиле севернокорејску помоћ су Полисарио Фронт, Јанатха Вимуктхи Перамуна, Комунистичка партија Тајланда, Организација за ослобођење Палестине и Исламска револуционарна гарда. Пета бригада Зимбабвеа добила је почетну обуку од инструктора КПА. Сјевернокорејске трупе наводно су се бориле за вријеме либијско-египатског рата и грађанског рата у Анголи. До 200 пилота КПАФ-а учествовало је у рату у Вијетнаму, постигавши неколико убистава против америчких авиона. Две противавионске артиљеријске пуковније КПА су добро упућене у Северну Вијетнаму.
Севернокорејски инструктори обучавали су Хезболах борце у тактици герилског ратовања око 2004. године, прије Другог либанског рата. Током Сиријског грађанског рата, службеници КПА који говоре арапски, можда су помагали арапској војсци Сирије у планирању војних операција и надзирали артиљеријске бомбардовања у Алепу.
Током Руско-украјинског рата 2024 године, Северна Кореја, шаље велике количине наоружања оружаним снагама Руске Федерације, учествује заједно са њима у борбама у Курској области.

## Војна опрема
Оружје
КНА поседује разноврсну кинеску и совјетску опрему и наоружање, као и локално произведене верзије и побољшања прве. Војници су углавном наоружани аутоматским пушкама типа калашњиков као стандардно оружје. Војници предње линије издају Тип 88, док су старија јуришна пушка Тип 58 и Тип 68А / Бав пребачени на стражњу ешалонску или кућну јединицу. Пушка непознате номенклатуре виђена је током војне параде „Дан Сунца“ 2017. године, која је изгледала као да се састоји од бацача граната и стандардне јуришне пушке, слично као и УС ОИЦВ или јужнокорејски С&Т Даевоо К11. Међутим, већа је вероватноћа да је "бацач граната" (велика цијев испод пушке) заправо велики спирални магазин, сличан оном који користи Бизон СМГ. Северна Кореја генерално означава пушке као "Тип XX", слично кинеском систему именовања. Северна Кореја је 15. новембра 2018. успјешно тестирала "ново развијено ултрамодерно тактичко оружје". Лидер Ким Џонг Ун посматрао је тест на Академији за науку одбране и назвао га "одлучним заокретом" у јачању борбене моћи Севернокорејске Војске.
Хемијско оружје
Америчко министарство одбране верује да Северна Кореја вероватно има програм за хемијско оружје и да ће вероватно поседовати залихе таквог оружја.
Нуклеарне способности
Северна Кореја је тестирала низ различитих ракета, укључујући кратке, средње, средње-и интерконтиненталне и балистичке ракете подморнице. Процене нуклеарног залиха у земљи варирају: неки стручњаци верују да Пјонгјанг има између петнаест и двадесет нуклеарног оружја, док америчке обавештајне службе верују да ће број бити између тридесет и шездесет бомби. Режим је спровео два тестирања интерконтиненталне балистичке ракете (ИКБР) способне да носе велику нуклеарну главу у јулу 2017. године. Пентагон је потврдио тестове ИКБР у Сјеверној Кореји, а аналитичари процјењују да нова ракета има потенцијални распон од 10.400 km (6.500 mi) и, ако би пуцали по равној путањи, могли би да достигну територију САД.
Нуклеарни тестови
Дана 9. октобра 2006. године, влада Северне Кореје саопштила је да је први пут безуспешно покушала нуклеарни тест. Стручњаци из Геолошког завода Сједињених Држава и јапански сеизмолошки органи открили су земљотрес са прелиминарном процјеном величине од 4,3 са локације у Сјеверној Кореји, што доказује да су званичне тврдње истините.
Северна Кореја је такође изјавила да је развила нуклеарно оружје у 2009. години. Сматра се да посједује залиху релативно једноставног нуклеарног оружја. ИАЕА се састала са Ри Је Сон-ом, генералним директором Генералног одјела за атомску енергију (ГОАЕ) из ДЛРК-а, како би разговарала о нуклеарним питањима. Ри Је Сон је такође споменут у овој улози 2002. године у Уједињеним нацијама.
Севернокорејско руководство је 3. септембра 2017. објавило да је спровело нуклеарни тест са оним што је тврдило да је његова прва детонација од хидрогенске бомбе. Експлозија се догодила на подземној локацији у нуклеарном полигону Пунгие-Ри у провинцији Сјеверни Хамгионг у 12:00 сати по локалном времену. Јужнокорејски званичници тврдили су да је тест дао 50 килотона експлозивне силе, са многим међународним посматрачима који тврде да је тест вероватно укључивао неки облик термонуклеарне реакције.
1. ↑  Serbia, politka. „Северна Кореја испоручила додатне артиљеријске системе Русији”. www.politika.rs. Приступљено 20. новембар 2024.